# Маккланг, Мак
Мэтью «Мак» Маккланг англ. Matthew «Mac» McClung; род. 6 января 1999, Гейт-Сити, Виргиния) — американский баскетболист, выступающий за команду Национальной баскетбольной ассоциации «Орландо Мэджик». На студенческом уровне выступал за команды «Джорджтаун Хойяс» и «Техас Тек Ред Рейдерс».
Не был выбран на драфте НБА 2021 года и в течение сезона 2021/22 выступал за «Чикаго Буллз» и «Лос-Анджелес Лейкерс». В составе команды «Саут-Бей Лейкерс» из Джи-Лиги НБА он получил награду «Новичок года Джи-Лиги НБА сезона 2021/22». В сезоне 2022/23 Маккланг присоединился к команде «Делавэр Блю Коатс», а в феврале 2023 года подписал контракт с командой Национальной баскетбольной ассоциации «Филадельфия Севенти Сиксерс».
Выиграл конкурс по броскам сверху на Матче всех звезд НБА 2023, 2024 и 2025, став таким образом единственным баскетболистом в истории, который смог сделать это три раза подряд.

## Ранние годы
Вырос в Гейт-Сити, штат Виргиния, небольшом городке с населением около 2000 человек в столичном регионе Три-Ситис, расположенном на границе Теннесси и Вирджинии, где он начал заниматься американским футболом — видом спорта, который гораздо более популярен в Юго-Западной Виргинии, чем баскетбол. В 2018 году в интервью члены семьи вспоминали, что Мак в детстве необычайно любил соревноваться. Его отец Маркус говорил о нём: «Мак просто родился с этим. Если вы приготовили тарелку хлопьев, он устроит соревнование». Его старшая сестра Анна добавляла: «Он просто приходил к тебе каждый день, каким бы маленьким он ни был». Его родители обустроили в подвале дома спортзал, сначала для Анны, но Мак регулярно пользовался им по мере взросления — хотя он так любил соревноваться, что отец часто запрещал ему посещать спортзал, чтобы Анна могла спокойно позаниматься.
Первое серьёзное знакомство с баскетболом произошло незадолго до поступления в седьмой класс, когда его мать Ленуар записала его в местную юношескую лигу. Маккланг вскоре заинтересовался баскетболом и начал регулярно тренироваться, надеясь попасть в Национальную баскетбольную ассоциацию. По словам Маккланга, его техника броска улучшилась после того, как он сломал руку, катаясь на сноуборде в восьмом классе, и он дополнительно оттачивал мастерство у Грега Эрвина, бывшего главного тренера школы Гейт-Сити.

## Средняя школа
Маккланг впервые начал забивать сверху во время второго года обучения в Средней школе Гейт-Сити. Он развивался в качестве данкера на протяжении всей своей школьной карьеры. Веб-сайт MaxPreps, специализирующийся на освещении американского спорта в старших классах, обозначил Маккланга как «одного из самых интересных игроков страны». 24 февраля 2017 года, будучи второгодкой, Маккланг набрал 64 очка за матч на турнире Западного региона 2A Лиги средних школ Виргинии (VHSL). Это стало лучшим показателем в истории Средней школы Гейт-Сити и самым высоким показателем среди государственных школ Виргинии с 1984 года. Маккланг набирал в среднем 29,0 очков, 5,5 передач и 3,0 перехвата за игру и был признан игроком года в Юго-Западной Виргинии по версии газеты Bristol Herald Courier.
12 декабря он дебютировал в старшей команде, набрав 47 очков. Среди присутствовавших на матче был главный тренер Джорджтауна Патрик Юинг.
11 января 2018 года, после того как тренер соперников Джеймс Шулер сказал Макклангу: «Ты едешь в Джорджтаун, чтобы сидеть на скамейке», Маккланг набрал 44 очка в матче против Средней школы Ферн-Крик из Луисвилля, штат Кентукки, на турнире Arby’s Classic в Бристоле, штат Теннесси. Маккланг побил рекорд Лиги средних школ Виргинии по количеству очков за один сезон, ранее принадлежавший Аллену Айверсону.
Маккланг завершил свою школьную карьеру, выиграв первое чемпионство для Гейт-Сити и набрав 47 очков в матче против школы Роберта Э. Ли из Стонтона. Эти 47 очков стали рекордом всех классов Лиги средних школ Виргинии по набранным очкам в игре чемпионата, который до этого принадлежал бывшему игроку НБА Джей Джей Редику. Маккланг закончил сезон с 1 153 очками и 2 801 очком суммарно за школьную карьеру, что также является рекордом всех классов Лиги средних школ Виргинии, и был снова назван игроком года Юго-Западной Виргинии по версии газеты Herald Courier.
Маккланг выиграл конкурс слэм-данков на Всеамериканской игре, проводимой баскетбольным порталом Ballislife.com.

## Студенческая карьера

### Джорджтаун (2018—2020)
22 декабря 2018 года Маккланг установил рекорд по очкам за игру для первокурсника в Джорджтауне, набрав 38 очков в матче против «Литл-Рок Троянс». В свой первый сезон он набирал 13,1 очка, 2,6 подбора и две передачи в среднем за игру, лидируя по набранным очкам среди первокурсников конференции Big East. По итогам сезона Маккланг был включен в сборную первокурсников конференции Big East. В феврале 2020 года, во время своего второго сезона, он пропустил несколько игр из-за травмы стопы. Из-за травмы Маккланг провел только 21 игру, набирая в среднем 15,7 очка, 2,4 передачи и 1,4 перехвата за 27 минут за игру. После окончания сезона он заявил о своем желании участвовать в драфте НБА 2020 года и подписал контракт с агентом, сертифицированным NCAA, чтобы сохранить право на обучение в колледже. 13 мая он отказался от участия в драфте и подал свою кандидатуру на трансферный портал NCAA.

### Техасский технологический институт (2020—2021)
27 мая 2020 года Маккланг покинул Джорджтаунский университет и объявил о своем переходе в Техасский технологический университет. 30 октября 2020 года он получил разрешение на переход. В первом матче за «Техас Тек Ред Рейдерс» 25 ноября 2020 года Маккланг набрал 20 очков. В своем первом сезоне за «Техас Тек» он набирал в среднем 15,5 очка, 2,7 подбора и 2,1 передачи за игру.
В апреле 2021 года Маккланг снова подал свою кандидатуру на трансферный портал, одновременно заявив о своем участии в драфте НБА 2021 года.
В мае 2021 года Маккланг подтвердил через Твиттер, что он будет участвовать в драфте и откажется от дальнейшего обучения в колледже.

## Профессиональная карьера

### Саут-Бей Лейкерс (2021)
После того как Маккланг не был выбран на драфте НБА 2021 года, он присоединился к команде «Лос-Анджелес Лейкерс» для участия в Летней лиге НБА 2021 года, а затем подписал контракт с командой 10 августа 2021 года. Однако 13 октября он был отчислен. 23 октября 2021 года он подписал контракт с «Саут-Бей Лейкерс» из Джи-Лиги НБА, дочерней командой «Лос-Анджелес Лейкерс». В дебютном матче Маккланг набрал 24 очка, девять передач и шесть подборов.

### Чикаго Буллз (2021—2022)
22 декабря 2021 года Маккланг подписал 10-дневный контракт с «Чикаго Буллз». Он подписал второй 10-дневный контракт с ними 1 января 2022 года. 4 января 2022 года «Чикаго Буллз» направили Маккланга в свою команду в Джи-Лиге НБА, «Винди-Сити Буллз». Маккланг дебютировал на следующий вечер, набрав 19 очков и девять передач. 6 января 2022 года Маккланг был возвращен в основной состав.

### Возвращение в Саут-Бей / Лос-Анджелес Лейкерс (2022)
11 января 2022 года, после истечения 10-дневного контракта с «Буллз», Маккланг перешел в «Саут-Бей Лейкерс». Он был назван новичком года в Джи-Лиге НБА в сезоне 2021/22.
9 апреля 2022 года Маккланг подписал двусторонний контракт с «Лос-Анджелес Лейкерс». 29 июня «Лос-Анджелес» не стал выставлять ему квалификационное предложение на сумму 1,62 миллиона долларов, сделав его неограниченно свободным агентом. Он присоединился к «Лейкерс» для участия в Летней лиге НБА 2022 года.
После двух игр за команду летней лиги Маккланг присоединился к составу летней лиги клуба «Голден Стэйт Уорриорз». 22 июля 2022 года Маккланг подписал с «Уорриорз» однолетний негарантированный контракт. 3 октября Маккланг был отчислен «Уорриорз».
9 октября 2022 года «Филадельфия Севенти Сиксерс» подписала с Макклангом контракт по системе Exhibit 10, а через день отчислила игрока.

### Филадельфия Севенти Сиксерс / Делавэр Блю Коатс (2022—2023)
Маккланг присоединился к команде Джи-Лиги НБА «Делавэр Блю Коатс» на сезон 2022/23. Он принял приглашение на Конкурс по броскам сверху НБА 2023 года, став первым игроком Джи-Лиги, принявшим участие в этом мероприятии.
14 февраля 2023 года Маккланг подписал двусторонний контракт с «Филадельфией Севенти Сиксерс». 18 февраля он выиграл Конкурс по броскам сверху НБА 2023 года. Маккланг стал 9-м игроком в истории НБА, который получил три 50-балльные оценки во время данк-контеста.
В первую неделю марта 2023 года Маккланг был назван лучшим игроком недели Джи-Лиги НБА. 7 апреля Маккланг выиграл титул чемпиона Джи-Лиги НБА в составе «Делавэр Блю Коатс».
9 апреля 2023 года в финальной игре регулярного чемпионата сезона 2022/23 Маккланг остановился в шаге от трипл-дабла, набрав 20 очков, 9 подборов и 9 передач.

### Орландо Мэджик (2023—настоящее время)
22 августа 2023 года Маккланг заключил частично гарантированное соглашение с командой «Орландо Мэджик». 21 октября 2023 года клуб отчислил игрока. 2 ноября Маккланг присоединился к команде «Осеола Мэджик». 17 февраля 2024 года Маккланг второй год подряд выиграл конкурс слэм-данков НБА, присоединившись к Майклу Джордану, Джейсону Ричардсону, Нейту Робинсону и Заку Лавину как единственным игрокам, выигравшим подряд конкурс слэм-данков. 5 апреля он был назван самым ценным игроком Джи-Лиги НБА, набирая в среднем 25,7 очка, 4,7 подбора и 6,6 передачи в 27 матчах, причем в восьми из них он набирал 30+ очков.
4 сентября Маккланг подписал частично гарантированный контракт с «Орландо Мэджик» на тренировочный лагерь. 19 октября клуб подписал с игроком двусторонний контракт.
27 января 2025 года Маккланг был приглашен на конкурс по броскам сверху НБА 2025 года. Ранее он выигрывал этот конкурс два года подряд.
15 февраля Маккланг третий год подряд выиграл конкурс слэм-данков НБА 2025 года, выполнив четыре данка, каждый из которых судьи оценили в 50 баллов. Маккланг — единственный игрок в истории НБА, побеждавший в этом конкурсе три года подряд. Он также присоединился к Нейту Робинсону, став вторым игроком в истории НБА, выигравшим конкурс три раза.

## Статистика

### Статистика в НБА
| Сезон                                                                                    | Команда     | Регулярный сезон | Регулярный сезон | Регулярный сезон | Регулярный сезон | Регулярный сезон | Регулярный сезон | Регулярный сезон | Регулярный сезон | Регулярный сезон | Регулярный сезон | Регулярный сезон | Серия плей-офф | Серия плей-офф | Серия плей-офф | Серия плей-офф | Серия плей-офф | Серия плей-офф | Серия плей-офф | Серия плей-офф | Серия плей-офф | Серия плей-офф | Серия плей-офф |
| Сезон                                                                                    | Команда     | GP               | GS               | MPG              | FG%              | 3P%              | FT%              | RPG              | APG              | SPG              | BPG              | PPG              | GP             | GS             | MPG            | FG%            | 3P%            | FT%            | RPG            | APG            | SPG            | BPG            | PPG            |
| ---------------------------------------------------------------------------------------- | ----------- | ---------------- | ---------------- | ---------------- | ---------------- | ---------------- | ---------------- | ---------------- | ---------------- | ---------------- | ---------------- | ---------------- | -------------- | -------------- | -------------- | -------------- | -------------- | -------------- | -------------- | -------------- | -------------- | -------------- | -------------- |
| 2021/22                                                                                  | Чикаго      | 1                | 0                | 3,0              | 100,0            | -                | -                | 0,0              | 0,0              | 0,0              | 0,0              | 2,0              | Не участвовал  | Не участвовал  | Не участвовал  | Не участвовал  | Не участвовал  | Не участвовал  | Не участвовал  | Не участвовал  | Не участвовал  | Не участвовал  | Не участвовал  |
| 2021/22                                                                                  | Лейкерс     | 1                | 0                | 22,0             | 40,0             | 33,3             | 100,0            | 3,0              | 1,0              | 1,0              | 1,0              | 6,0              | Не участвовал  | Не участвовал  | Не участвовал  | Не участвовал  | Не участвовал  | Не участвовал  | Не участвовал  | Не участвовал  | Не участвовал  | Не участвовал  | Не участвовал  |
| 2022/23                                                                                  | Филадельфия | 2                | 0                | 20,5             | 45,0             | 36,4             | 60,0             | 5,0              | 4,5              | 0,0              | 0,0              | 12,5             | Не участвовал  | Не участвовал  | Не участвовал  | Не участвовал  | Не участвовал  | Не участвовал  | Не участвовал  | Не участвовал  | Не участвовал  | Не участвовал  | Не участвовал  |
| 2024/25                                                                                  | Орландо     | 2                | 0                | 5,0              | 0,0              | 0,0              | -                | 0,5              | 1,5              | 0,0              | 0,0              | 0,0              | Не участвовал  | Не участвовал  | Не участвовал  | Не участвовал  | Не участвовал  | Не участвовал  | Не участвовал  | Не участвовал  | Не участвовал  | Не участвовал  | Не участвовал  |
|                                                                                          | Всего       | 6                | 0                | 12,7             | 42,9             | 33,3             | 66,7             | 2,3              | 2,2              | 0,2              | 0,2              | 5,5              | Не участвовал  | Не участвовал  | Не участвовал  | Не участвовал  | Не участвовал  | Не участвовал  | Не участвовал  | Не участвовал  | Не участвовал  | Не участвовал  | Не участвовал  |
| Наведите курсор мыши на аббревиатуры в заголовке таблицы, чтобы прочесть их расшифровку. |             |                  |                  |                  |                  |                  |                  |                  |                  |                  |                  |                  |                |                |                |                |                |                |                |                |                |                |                |

### Статистика в Джи-Лиге
| Сезон                                                                                    | Команда           | Регулярный сезон | Регулярный сезон | Регулярный сезон | Регулярный сезон | Регулярный сезон | Регулярный сезон | Регулярный сезон | Регулярный сезон | Регулярный сезон | Регулярный сезон | Регулярный сезон | Серия плей-офф | Серия плей-офф | Серия плей-офф | Серия плей-офф | Серия плей-офф | Серия плей-офф | Серия плей-офф | Серия плей-офф | Серия плей-офф | Серия плей-офф | Серия плей-офф |
| Сезон                                                                                    | Команда           | GP               | GS               | MPG              | FG%              | 3P%              | FT%              | RPG              | APG              | SPG              | BPG              | PPG              | GP             | GS             | MPG            | FG%            | 3P%            | FT%            | RPG            | APG            | SPG            | BPG            | PPG            |
| ---------------------------------------------------------------------------------------- | ----------------- | ---------------- | ---------------- | ---------------- | ---------------- | ---------------- | ---------------- | ---------------- | ---------------- | ---------------- | ---------------- | ---------------- | -------------- | -------------- | -------------- | -------------- | -------------- | -------------- | -------------- | -------------- | -------------- | -------------- | -------------- |
| 2021/22                                                                                  | Винди-Сити Буллз  | 1                | 1                | 32,1             | 38,9             | 40,0             | 100,0            | 4,0              | 8,0              | 1,0              | 1,0              | 19,0             | Не участвовал  | Не участвовал  | Не участвовал  | Не участвовал  | Не участвовал  | Не участвовал  | Не участвовал  | Не участвовал  | Не участвовал  | Не участвовал  | Не участвовал  |
| 2021/22                                                                                  | Саут-Бей Лейкерс  | 39               | 39               | 34,7             | 47,6             | 38,3             | 86,2             | 5,7              | 6,9              | 1,4              | 0,3              | 20,9             | Не участвовал  | Не участвовал  | Не участвовал  | Не участвовал  | Не участвовал  | Не участвовал  | Не участвовал  | Не участвовал  | Не участвовал  | Не участвовал  | Не участвовал  |
| 2022/23                                                                                  | Делавэр Блю Коатс | 49               | 37               | 27,5             | 50,2             | 42,2             | 78,9             | 3,4              | 5,3              | 0,9              | 0,2              | 18,9             | 4              | 4              | 36,1           | 49,3           | 33,3           | 84,2           | 4,8            | 5,8            | 1,3            | 0,0            | 25,3           |
| 2023/24                                                                                  | Осеола Мэджик     | 41               | 41               | 35,5             | 50,0             | 38,1             | 83,8             | 4,6              | 6,4              | 1,3              | 0,4              | 25,5             | 1              | 1              | 42,0           | 47,6           | 44,4           | 100,0          | 3,0            | 1,0            | 0,0            | 0,0            | 29,0           |
| 2024/25                                                                                  | Осеола Мэджик     | 44               | 44               | 32,4             | 48,4             | 34,4             | 82,8             | 3,9              | 5,3              | 0,9              | 0,5              | 23,0             | 5              | 5              | 36,3           | 46,1           | 38,5           | 89,5           | 2,8            | 6,4            | 1,0            | 0,2            | 31,0           |
|                                                                                          | Всего             | 174              | 162              | 32,3             | 49,0             | 38,1             | 82,9             | 4,3              | 0,0              | 1,1              | 0,3              | 22,0             | 10             | 10             | 36,8           | 47,3           | 37,3           | 87,8           | 3,6            | 5,6            | 1,0            | 0,1            | 28,5           |
| Наведите курсор мыши на аббревиатуры в заголовке таблицы, чтобы прочесть их расшифровку. |                   |                  |                  |                  |                  |                  |                  |                  |                  |                  |                  |                  |                |                |                |                |                |                |                |                |                |                |                |

### Статистика в NCAA
| Сезон | Команда    | Conf       | Class      | GP | GS | MPG  | FG%  | 3P%  | FT%  | RPG | APG | SPG | BPG | PPG  |
| --- | ---------- | ---------- | ---------- | -- | -- | ---- | ---- | ---- | ---- | --- | --- | --- | --- | ---- |
| 2018/19 | Джорджтаун | Big East   | FR         | 29 | 29 | 26,4 | 39,2 | 27,7 | 79,8 | 2,6 | 2,0 | 0,8 | 0,1 | 13,1 |
| 2019/20 | Джорджтаун | Big East   | SO         | 21 | 20 | 26,8 | 39,4 | 32,3 | 80,2 | 3,1 | 2,4 | 1,4 | 0,2 | 15,7 |
| 2020/21 | Техас Тек  | Big 12     | JR         | 29 | 29 | 30,2 | 41,9 | 34,3 | 79,3 | 2,7 | 2,1 | 0,8 | 0,3 | 15,5 |
| Всего | Всего      | Всего      | Всего      | 79 | 78 | 27,9 | 40,3 | 31,3 | 79,7 | 2,8 | 2,2 | 1,0 | 0,2 | 14,7 |
| Джорджтаун | Джорджтаун | Джорджтаун | Джорджтаун | 50 | 49 | 26,6 | 39,3 | 29,5 | 80,0 | 2,8 | 2,2 | 1,1 | 0,2 | 14,2 |
| Техас Тек | Техас Тек  | Техас Тек  | Техас Тек  | 29 | 29 | 30,2 | 41,9 | 34,3 | 79,3 | 2,7 | 2,1 | 0,8 | 0,3 | 15,5 |
| Наведите курсор мыши на аббревиатуры в заголовке таблицы, чтобы прочесть их расшифровку Статистика приведена с сайта sports-reference.com |            |            |            |    |    |      |      |      |      |     |     |     |     |      |